# Houqiao Shuiku
Houqiao Shuiku (kinesiska: 后桥水库) är en reservoar i Kina. Den ligger i provinsen Fujian, i den sydöstra delen av landet, omkring 160 kilometer sydväst om provinshuvudstaden Fuzhou. Houqiao Shuiku ligger 91 meter över havet. Arean är 2,2 kvadratkilometer. Trakten runt Houqiao Shuiku består till största delen av jordbruksmark. Den sträcker sig 3,6 kilometer i nord-sydlig riktning, och 2,1 kilometer i öst-västlig riktning.
Genomsnittlig årsnederbörd är 1 457 millimeter. Den regnigaste månaden är maj, med i genomsnitt 254 mm nederbörd, och den torraste är oktober, med 8 mm nederbörd.